# Mairana (gemeente)
Mairana is een gemeente (municipio) in de Boliviaanse provincie Florida in het departement Santa Cruz. De gemeente telt naar schatting 12.564 inwoners (2018). De hoofdplaats is Mairana.